# Бардонеккія
Бардонеккія (італ. Bardonecchia італійською: [bardoˈnekkja]; п'єм. Bardonecia [bardʊˈnetʃa]; окс. Bardonescha [baɾduˈneʃə]) — муніципалітет в Італії, у регіоні П'ємонт,  метрополійне місто Турин.
Бардонеккія розташована на відстані близько 580 км на північний захід від Рима, 75 км на захід від Турина.
Населення — 3232 особи (2014).
Щорічний фестиваль відбувається 13 серпня. Покровитель — Sant'Ippolito.

## Демографія
Населення за роками:

Станом на 1 січня 2023 року в муніципалітеті офіційно проживали 334 іноземці з 32 країн, серед них 213 громадян країн Євросоюзу та 6 громадян України.

## Сусідні муніципалітети
- Авріє (Франція)
- Браман (Франція)
- Ексіллес
- Модан (Франція)
- Неваш (Франція)
- Улькс